# Teobaldo I di Bar
Teobaldo I di Bar o di Mousson (in francese Thiébaut Ier de Bar; 1160 circa – 12 febbraio 1214), fu Conte di Bar, di Mousson, dal 1190 e conte consorte di Lussemburgo, dal 1197 alla sua morte.

## Origine
Era il figlio secondogenito del Conte di Bar, di Mousson, Rinaldo II e della moglie, Agnese di Blois o di Champagne.

## Biografia
Molto probabilmente alla nascita gli fu imposto il nome di Giovanni, ma poi fu chiamato Teobaldo.
Rinaldo II morì il 25 luglio/25 Novembre 1170; allora Enrico, il figlio primogenito, gli succedette come Enrico I, mentre Teobaldo ricevette le Signorie di Briey, Stenay e di Longwy.
Essendo Enrico I ancora minorenne, la madre Agnese per circa quattro anni ebbe la reggenza delle contee.
Teobaldo, col fratello Enrico, partecipò alla terza crociata: Enrico morì, privo di discendenza, all'Assedio di San Giovanni d'Acri (1189-1191) a seguito delle ferite riportate in combattimento.
Teobaldo gli succedette come Teobaldo I, conte di Bar e di Mousson.
Dopo il ritorno in patria Teobaldo, nel 1195, aveva divorziato dalla sua seconda moglie, e aveva chiesto in moglie Ermesinda di Lussemburgo, che nel 1197 divenne contessa consorte di Bar e terza moglie di Teobaldo.
Teobaldo, cercando di recuperare la contea di Namur per conto di Ermesinda, con un grande esercito pose l'assedio a Namur; la guerra contro il marchese di Namur, Filippo I e suo fratello, Baldovino, conte di Fiandra e di Hainaut, si concluse con la pace di Dinant del 1199, con la quale Filippo I restituì alla contessa dí Lussemburgo, la cugina Ermesinda, Durbuy e La Roche e in più cedette la parte della regione di Namur situata sul lato destro della Mosa, per i figli di Ermesinda e Tebaldo.
Secondo John Allyne Gade, nel suo Luxemburg in the Middle Ages, Teobaldo, dopo che era stato scomunicato, nel 1211, raggiunse il sud della Francia per unirsi alla Crociata albigese, guidata da Simone IV di Montfort.
Teobaldo morì nel 1214. Nelle contee di Bar e Mousson gli succedette il figlio maschio primogenito, Enrico, come Enrico II; mentre la contea di Lussemburgo rimase alla terza moglie, Ermesinda di Lussemburgo.

## Matrimoni e discendenza
Teobaldo si era sposato, nel 1176, in prime nozze, con Lauretta di Loon o di Looz, figlia di Luigi I, conte di Looz e di Rieneck, e di Agnese di Metz.
Lauretta diede a Tebaldo una figlia:
- Agnese o Tomasia (1177 - 1226), signora d'Amance, di Longwy e di Stenay, che sposò il duca di Lorena Federico II.

Dopo essere rimasto vedovo, nel 1184 circa, Teobaldo in seconde nozze sposò Ermesinda o Isabella di Bar-sur-Seine, figlia di Guido I conte di Bar-sur-Seine e di Pétronille de Chacenay (figlia di Anserico II di Chacenay e di Hombeline); Ermesinda o Isabella era al suo secondo matrimonio, essendo vedova di Anseau II de Traînel.
Diede a Tebaldo tre figli:
- Agnese  († 1225), che sposò il signore di Châtillon, di Troissy dì Crècy e d'Ancre e conte di Saint-Pol, Ugo[7];
- Enrico (1190 - 13 Novembre 1239), conte di Bar, di Mousson;
- Margherita (circa 1192 - † 1259), che sposò Enrico di Salm, signore di Viviers.

Dopo la separazione da Ermesinda o Isabella, Teobaldo sposò in terze nozze Ermesinda di Lussemburgo, che gli diede cinque figli:
- Margherita († prima del 1270), sposò Ugo III, conte di Vaudémont poi Enrico di Bois, reggente di Vaudémont[1]
- Elisabetta († 1262); sposò Valerano di Limburgo, signore di Monschau
- Rinaldo († prima del 1214), signore di Briey
- Enrico († dopo il 1214), signore di Briey, Arrancy, e Marville
- una femmina († prima del 1214).

## Ascendenza
|                         |                     |                         | Genitori                  |  |  | Nonni |  |  | Bisnonni            |  |  | Trisnonni             |  |
|                         |                     |                         |                           |  |  |       |  |  | Teodorico II di Bar |  |  | Luigi di Montbelliard |  |
|                         |                     |                         |                           |  |  |       |  |  | Teodorico II di Bar |  |  | Luigi di Montbelliard |  |
|                         |                     | Sofia di Bar            |                           |  |  |       |  |  | Teodorico II di Bar |  |  |                       |  |
| Rinaldo I di Bar        |                     |                         |                           |  |  |       |  |  | Teodorico II di Bar |  |  |                       |  |
|                         |                     | Ermentrude di Borgogna  | Guglielmo I di Borgogna   |  |  |       |  |  |                     |  |  |                       |  |
|                         |                     | Ermentrude di Borgogna  | Guglielmo I di Borgogna   |  |  |       |  |  |                     |  |  |                       |  |
|                         |                     | Ermentrude di Borgogna  | Stefania di Borgogna      |  |  |       |  |  |                     |  |  |                       |  |
| Rinaldo II di Bar       |                     | Ermentrude di Borgogna  |                           |  |  |       |  |  |                     |  |  |                       |  |
|                         |                     | Gerardo I di Vaudémont  | …                         |  |  |       |  |  |                     |  |  |                       |  |
|                         |                     | Gerardo I di Vaudémont  | …                         |  |  |       |  |  |                     |  |  |                       |  |
|                         |                     | Gerardo I di Vaudémont  | …                         |  |  |       |  |  |                     |  |  |                       |  |
| Gisela di Vaudémont     |                     | Gerardo I di Vaudémont  |                           |  |  |       |  |  |                     |  |  |                       |  |
|                         |                     | Heilwig di Egisheim     | …                         |  |  |       |  |  |                     |  |  |                       |  |
|                         |                     | Heilwig di Egisheim     | …                         |  |  |       |  |  |                     |  |  |                       |  |
|                         |                     | Heilwig di Egisheim     | …                         |  |  |       |  |  |                     |  |  |                       |  |
| Teobaldo I di Bar       |                     | Heilwig di Egisheim     |                           |  |  |       |  |  |                     |  |  |                       |  |
|                         | Stefano II di Blois | Tebaldo III di Blois    |                           |  |  |       |  |  |                     |  |  |                       |  |
|                         | Stefano II di Blois | Tebaldo III di Blois    |                           |  |  |       |  |  |                     |  |  |                       |  |
|                         | Stefano II di Blois | Gersenda del Maine      |                           |  |  |       |  |  |                     |  |  |                       |  |
| Tebaldo II di Champagne | Stefano II di Blois |                         |                           |  |  |       |  |  |                     |  |  |                       |  |
|                         |                     | Adele d'Inghilterra     | Guglielmo I d'Inghilterra |  |  |       |  |  |                     |  |  |                       |  |
|                         |                     | Adele d'Inghilterra     | Guglielmo I d'Inghilterra |  |  |       |  |  |                     |  |  |                       |  |
|                         |                     | Adele d'Inghilterra     | Matilde di Fiandra        |  |  |       |  |  |                     |  |  |                       |  |
| Agnese di Blois         |                     | Adele d'Inghilterra     |                           |  |  |       |  |  |                     |  |  |                       |  |
|                         |                     | Enghelberto II d'Istria | Enghelberto I d'Istria    |  |  |       |  |  |                     |  |  |                       |  |
|                         |                     | Enghelberto II d'Istria | Enghelberto I d'Istria    |  |  |       |  |  |                     |  |  |                       |  |
|                         |                     | Enghelberto II d'Istria | Edvige                    |  |  |       |  |  |                     |  |  |                       |  |
| Matilde di Carinzia     |                     | Enghelberto II d'Istria |                           |  |  |       |  |  |                     |  |  |                       |  |
|                         |                     | Uta di Passau           | …                         |  |  |       |  |  |                     |  |  |                       |  |
|                         |                     | Uta di Passau           | …                         |  |  |       |  |  |                     |  |  |                       |  |
|                         |                     | Uta di Passau           | …                         |  |  |       |  |  |                     |  |  |                       |  |
|                         |                     | Uta di Passau           |                           |  |  |       |  |  |                     |  |  |                       |  |